# Nick Enright
Pour les articles homonymes, voir Enright.
Nick Enright (22 décembre 1950 à Maitland - 30 mars 2003 à Sydney) est un écrivain et dramaturge australien.
Il étudie au Saint Ignatius College, Riverview à Sydney, l'Université de Sydney, et New York University School of Arts.
En 1993, aux Oscars, son scénario de Lorenzo, réalisé par George Miller, était nommé pour « meilleur scénario original ».